# Еттісвіль
Еттісвіль (нім. Ettiswil) — громада  в Швейцарії в кантоні Люцерн, виборчий округ Віллізау.

## Географія
Громада розташована на відстані близько 50 км на північний схід від Берна, 25 км на північний захід від Люцерна.
Еттісвіль має площу 12,6 км², з яких на 10,5% дозволяється будівництво (житлове та будівництво доріг), 70,9% використовуються в сільськогосподарських цілях, 17,5% зайнято лісами, 1% не є продуктивними (річки, льодовики або гори).

## Демографія
2019 року в громаді мешкало 2730 осіб (+13,3% порівняно з 2010 роком), іноземців було 8,9%. Густота населення становила 217 осіб/км².
За віковим діапазоном населення розподілялося таким чином: 23,3% — особи молодші 20 років, 62,3% — особи у віці 20—64 років, 14,4% — особи у віці 65 років та старші. Було 1100 помешкань (у середньому 2,4 особи в помешканні).
Із загальної кількості 925 працюючих 135 було зайнятих в первинному секторі, 291 — в обробній промисловості, 499 — в галузі послуг.